# Oia
Oia là một chi nhện trong họ Linyphiidae.

## Hình ảnh

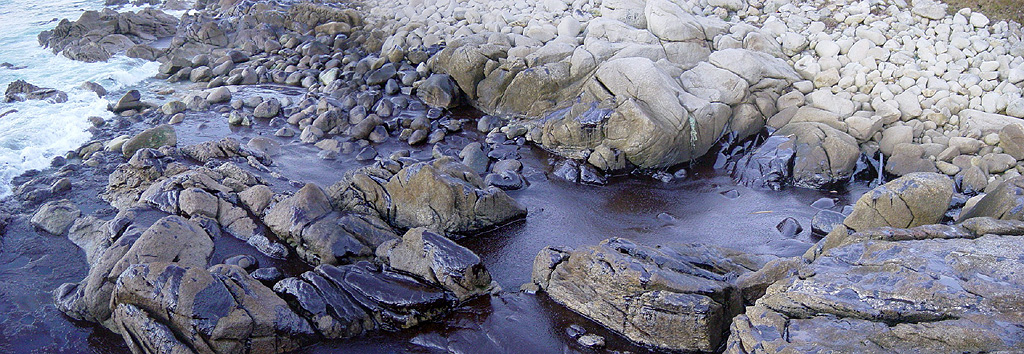
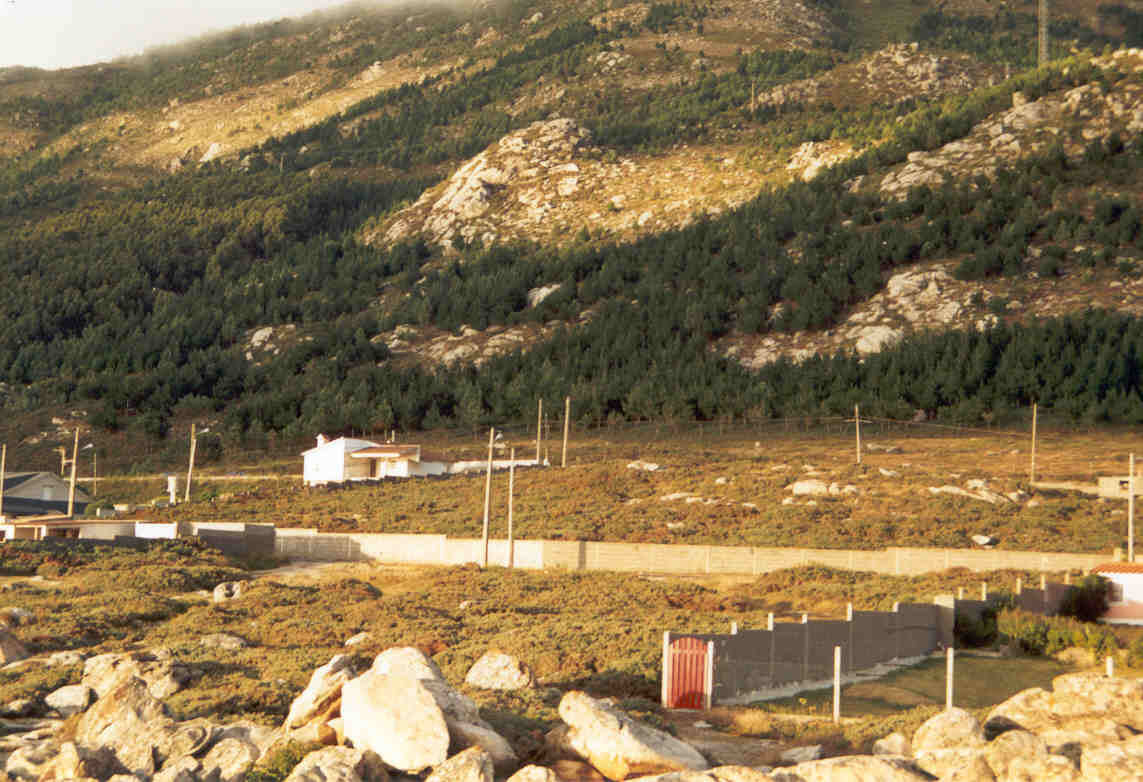
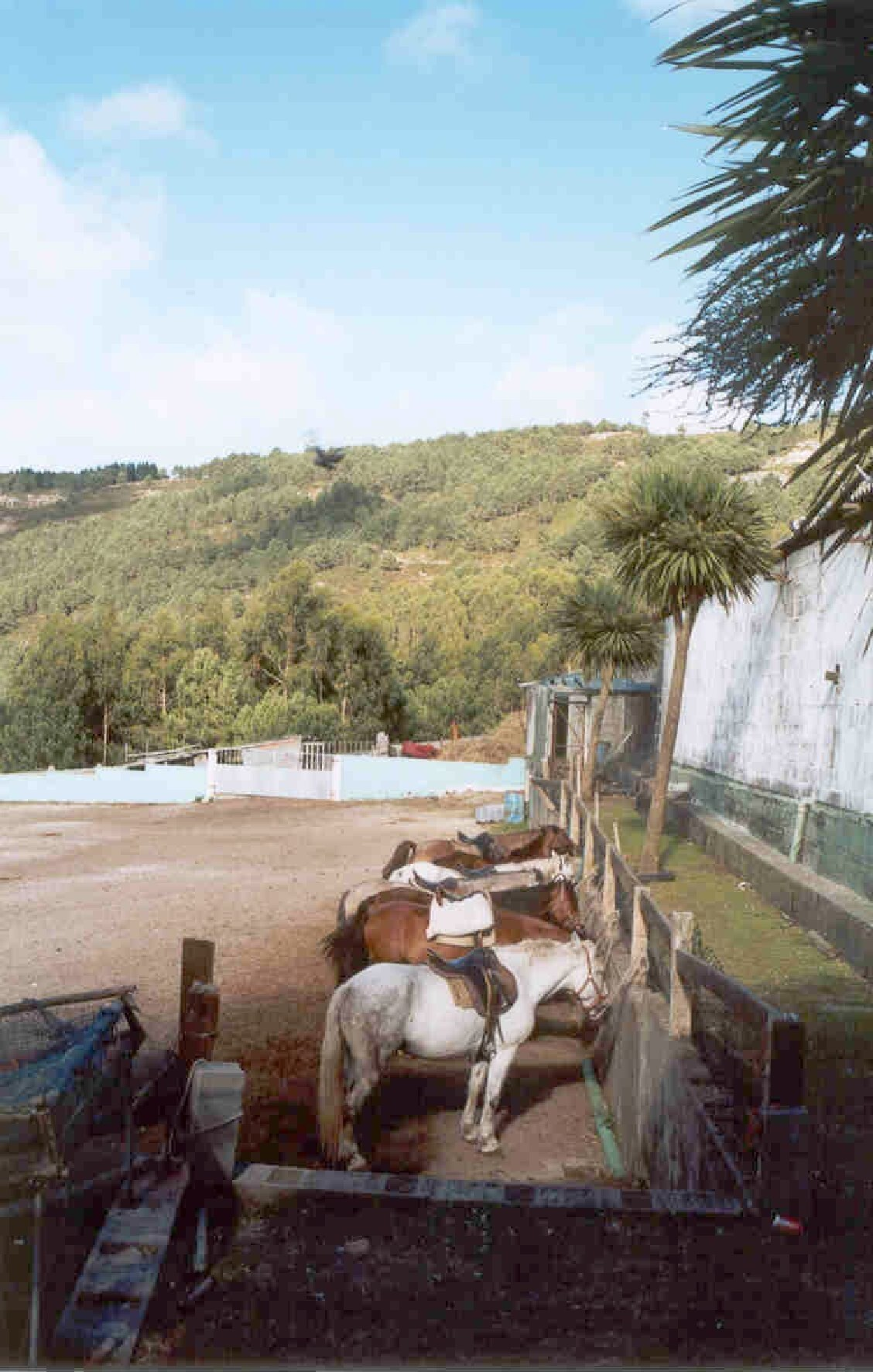
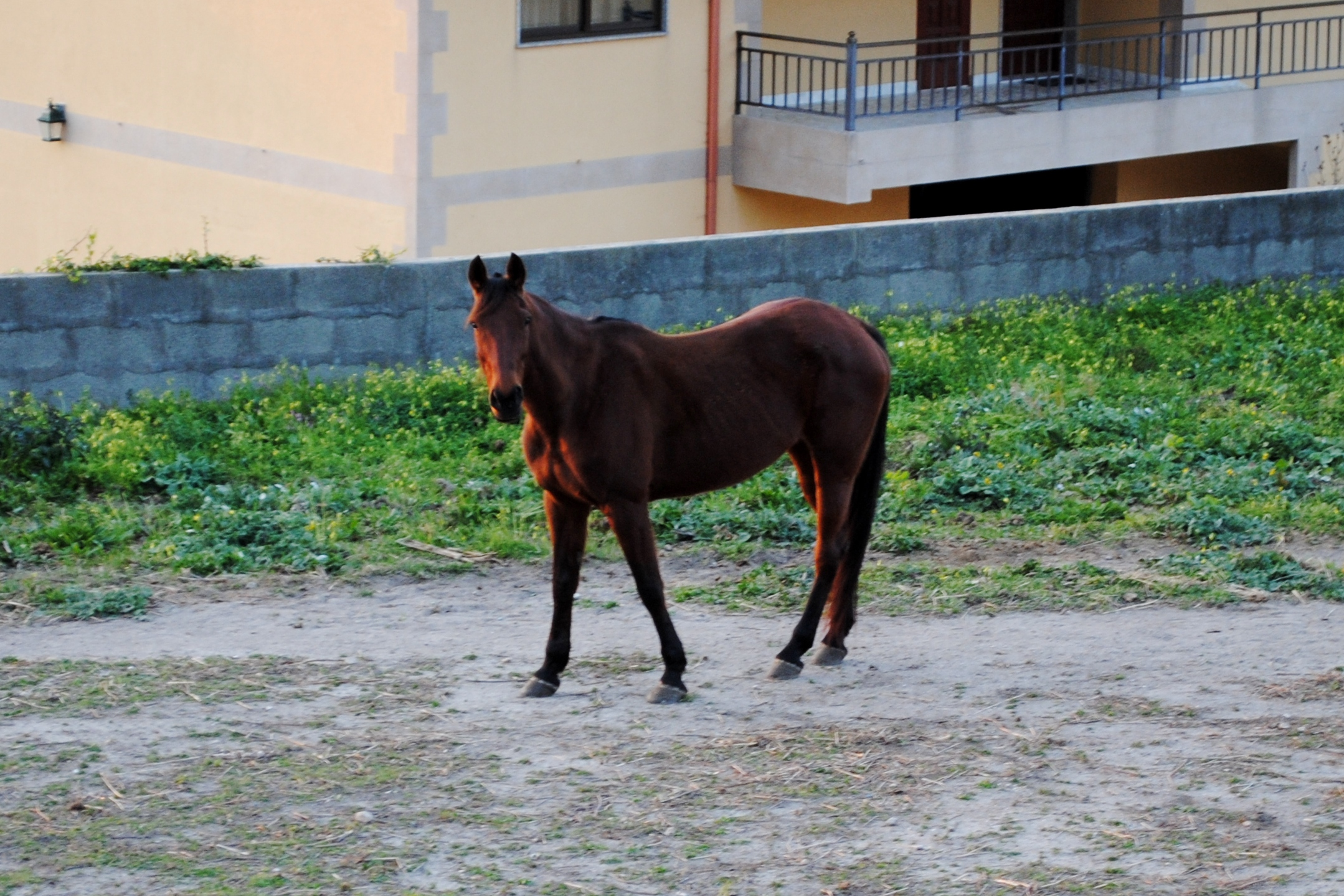